# Чемпіонат УРСР з футболу серед КФК 1947
Чемпіонат УРСР з футболу 1947 — футбольний турнір серед колективів фізкультури УРСР. Проходив у 6 зонах, участь у змаганнях брали 26 клубів.

## Зональний турнір

### 1 зона
Підсумкова таблиця
| М  | Команда                    |
| -- | -------------------------- |
| 1. | «Локомотив» (Київ)         |
| 2. | «Вимпел» (Чернігів)        |
| 3. | «Динамо» (Дніпропетровськ) |
| 4. | ЧФК (Черкаси)              |
| 5. | «Динамо» (Полтава)         |

### 2 зона
Підсумкова таблиця
| М  | Команда              | І | В | Н | П | М    | О |
| -- | -------------------- | - | - | - | - | ---- | - |
| 1. | «Динамо» (Вінниця)   | 3 | 2 | 1 | 0 | 8:4  | 5 |
| 2. | «Динамо» (Житомир)   | 3 | 1 | 2 | 0 | 8:6  | 4 |
| 3. | «Трактор» (Харків)   | 3 | 1 | 1 | 1 | 9:4  | 3 |
| 4. | «Динамо» (Проскурів) | 3 | 0 | 0 | 3 | 3:14 | 0 |

### 3 зона
Підсумкова таблиця
| М  | Команда                      |
| -- | ---------------------------- |
| 1. | «Динамо» (Херсон)            |
| 2. | «Суднобудівник-2» (Миколаїв) |
| 3. | «Динамо» (Кіровоград)        |
| 4. | «Водник» (Одеса)             |
| 5. | «Спартак» (Ізмаїл)           |

### 4 зона
Підсумкова таблиця
| М  | Команда                 |
| -- | ----------------------- |
| 1. | «Більшовик» (Мукачеве)  |
| 2. | «Локомотив» (Тернопіль) |
| 3. | «Динамо» (Луцьк)        |
| 4. | «Динамо» (Станіслав)    |

### 5 зона
Підсумкова таблиця
| М  | Команда              |
| -- | -------------------- |
| 1. | «Динамо» (Львів)     |
| 2. | «Більшовик» (Самбір) |
| 3. | Рівне                |
| 4. | «Спартак» (Чернівці) |

### 6 зона
Підсумкова таблиця
| М  | Команда                  |
| -- | ------------------------ |
| 1. | «Авангард» (Краматорськ) |
| 2. | «Локомотив» (Запоріжжя)  |
| 3. | «Шахтар» (Кадіївка)      |
| 4. | «Динамо» (Суми)          |

## Фінальний турнір
Підсумкова таблиця
| М  | Команда                  |
| -- | ------------------------ |
| 1. | «Більшовик» (Мукачеве)   |
| 2. | «Авангард» (Краматорськ) |
| 3. | «Локомотив» (Київ)       |
| 4. | «Динамо» (Вінниця)       |
| 5. | «Динамо» (Херсон)        |
| 6. | «Динамо» (Львів)         |